# Tullkvarn
En tullkvarn (från begreppet tull i meningen avgift) är en avgiftsbelagd kvarn, i motsats till en egen husbehovskvarn, gemensamt ägda byakvarnar eller liknande. Ofta fungerar det så, att kvarnägaren eller mjölnaren tullar, det vill säga tar en del av mälden som avgift. Tullkvarnen malde för förtjänsten och tog betalt i kvarntull, d.v.s. man behöll en del av den malda ransonen, exempelvis 1 kappe för varje tunna. 1 kappe = 1/32 tunna. Systemet med tullkvarnar upphörde omkring år 1840.